# Patrick Criado
Patrick Criado de la Puerta (Madrid, 23 de septiembre de 1995) es un actor español conocido por los papeles de Nuño de Santillana en la serie Águila Roja de La 1 de Televisión Española y por Fernando Rueda en la serie Mar de plástico de Antena 3.

## Biografía
Patrick Criado nació el 23 de septiembre de 1995 en Madrid. Desde el 2005 empezó a actuar en series de televisión nacionales, aunque su salto a la fama se dio en 2009 con su incorporación a la serie Águila Roja en TVE, donde ha compartido pantalla con actores y actrices como Javier Gutiérrez, Pepa Aniorte y Francis Lorenzo. También ha colaborado musicalmente con la actriz y cantante adolescente Lucía Gil, que dio el salto a la fama gracias a Disney Channel, en el programa Pizzicato.
Mientras interpretaba a Nuño en la serie Águila Roja, lo compaginó con otros proyectos como Niños robados (Telecinco), El Rey (Telecinco), o los largometrajes Todos están muertos, dirigido por Beatriz Sanchís, La gran familia española de Daniel Sánchez Arévalo e interpretando el papel de César en El club de los incomprendidos, película basada en la novela ¡Buenos días, princesa! de Blue Jeans. Ha sido nominado a los Premios Goya como mejor actor revelación por la película La gran familia española.
En 2015 protagonizó la serie de Antena 3 Mar de plástico, donde interpretó a Fernando Rueda durante las dos temporadas. Además, a principios de diciembre de 2016 estrenó la miniserie de televisión El padre de Caín en Telecinco, un drama protagonizado por Aura Garrido, Quim Gutiérrez y Oona Chaplin sobre el terrorismo de ETA durante los años ochenta en España.
En 2018 se incorporó al reparto de la serie de Telecinco Vivir sin permiso, interpretando a Daniel Arteaga. En 2020 protagonizó dos series por las que obtuvo gran reconocimiento de la crítica: La línea invisible y Antidisturbios, ambas de Movistar+. Por la última fue ganador del Premio Feroz como mejor actor de reparto en una serie. Además, se anunció su incorporación a la quinta temporada de La casa de papel, estrenada en septiembre de 2021, donde interpreta a Rafael, el hijo de Berlín (Pedro Alonso).
- 2025 formó parte del elenco de la miniserie "La canción", junto a Àlex Brendemühl y Carolina Yuste.

## Filmografía

### Cine
| Año  | Título                            | Personaje                   | Director               |
| ---- | --------------------------------- | --------------------------- | ---------------------- |
| 2007 | Las 13 rosas                      | Simón                       | Emilio Martínez Lázaro |
| 2008 | Carlitos y el campo de los sueños | Ricky                       | Jesús del Cerro        |
| 2008 | Los girasoles ciegos              | Luis                        | José Luis Cuerda       |
| 2011 | Águila Roja: la película          | Nuño de Santillana y Guzmán | José Ramón Ayerra      |
| 2013 | La gran familia española          | Efraín «Efra» Montero Sanz  | Daniel Sánchez Arévalo |
| 2014 | Todos están muertos               | Víctor                      | Beatriz Sanchís        |
| 2014 | El club de los incomprendidos     | César                       | Carlos Sedes           |
| 2016 | 1898. Los últimos de Filipinas    | Juan                        | Salvador Calvo         |
| 2021 | Bajocero                          | Nano                        | Lluís Quílez           |
| 2023 | Bird Box Barcelona                | Rafa                        | Álex y David Pastor    |
| 2024 | La virgen roja                    | Abel Vilella                | Paula Ortiz            |

### Televisión
| Año         | Título                      | Personaje                   | Notas                                     |
| ----------- | --------------------------- | --------------------------- | ----------------------------------------- |
| 2005        | Amar en tiempos revueltos   | Niño del orfanato           | 1 episodio                                |
| 2005 – 2006 | El comisario                | Roberto                     | 2 episodios                               |
| 2006        | Con dos tacones             | Lucas                       | Elenco secundario; 8 episodios            |
| 2009 – 2015 | Águila Roja                 | Nuño de Santillana y Guzmán | Elenco principal; 90 episodios            |
| 2011        | Pizzicato                   | Él mismo                    | Presentador                               |
| 2013        | Niños robados               | Álex                        | 2 episodios (miniserie)                   |
| 2014        | El Rey                      | Juan Carlos I               | Protagonista; 2 episodios (miniserie)     |
| 2015 – 2016 | Mar de plástico             | Fernando Rueda              | Elenco principal; 26 episodios            |
| 2016        | El Ministerio del Tiempo    | Sancho                      | Aparición especial; 1 episodio            |
| 2016        | El padre de Caín            | Ander                       | 2 episodios (miniserie)                   |
| 2018        | Asesinato en la Universidad | Fray Luis de León           | Película de televisión                    |
| 2018 – 2020 | Vivir sin permiso           | Daniel Arteaga Vargas       | Recurrente; 13 episodios                  |
| 2020        | La línea invisible          | Txema                       | Elenco principal; 6 episodios (miniserie) |
| 2020        | Antidisturbios              | Rubén Murillo               | Elenco principal; 6 episodios (miniserie) |
| 2021        | La casa de papel            | Rafael de Fonollosa         | Recurrente; 6 episodios (temporada 5)     |
| 2023        | Las noches de Tefía         | Manuel Flores «La Vespa»    | Protagonista; 6 episodios                 |
| 2025        | La canción                  | Esteban Guerra              | Protagonista; 3 episodios                 |

## Premios y candidaturas
Premios Goya
| Año  | Categoría              | Película                 | Resultado |
| ---- | ---------------------- | ------------------------ | --------- |
| 2014 | Mejor actor revelación | La gran familia española | Nominado  |

Premios Ondas
| Año  | Categoría                             | Trabajo nominado    | Resultado |
| ---- | ------------------------------------- | ------------------- | --------- |
| 2023 | Mejor intérprete masculino en ficción | Las noches de Tefía | Ganador   |

Premios Feroz
| Año  | Categoría                           | Serie           | Resultado |
| ---- | ----------------------------------- | --------------- | --------- |
| 2017 | Mejor actor de reparto en una serie | Mar de plástico | Nominado  |
| 2021 | Mejor actor de reparto en una serie | Antidisturbios  | Ganador   |

Premios Platino
| Año  | Categoría                                              | Serie          | Resultado |
| ---- | ------------------------------------------------------ | -------------- | --------- |
| 2021 | Mejor interpretación masculina de reparto en miniserie | Antidisturbios | Nominado  |

Unión de Actores y Actrices
| Año  | Categoría                            | Obra           | Resultado |
| ---- | ------------------------------------ | -------------- | --------- |
| 2022 | Mejor actor de reparto de televisión | Antidisturbios | Ganador   |
| 2025 | Mejor actor secundario de cine       | La virgen roja | Pendiente |

Premios Iris
| Año  | Categoría                      | Película            | Resultado |
| ---- | ------------------------------ | ------------------- | --------- |
| 2023 | Mejor interpretación masculina | Las noches de Tefía | Nominado  |